# Emil Filla

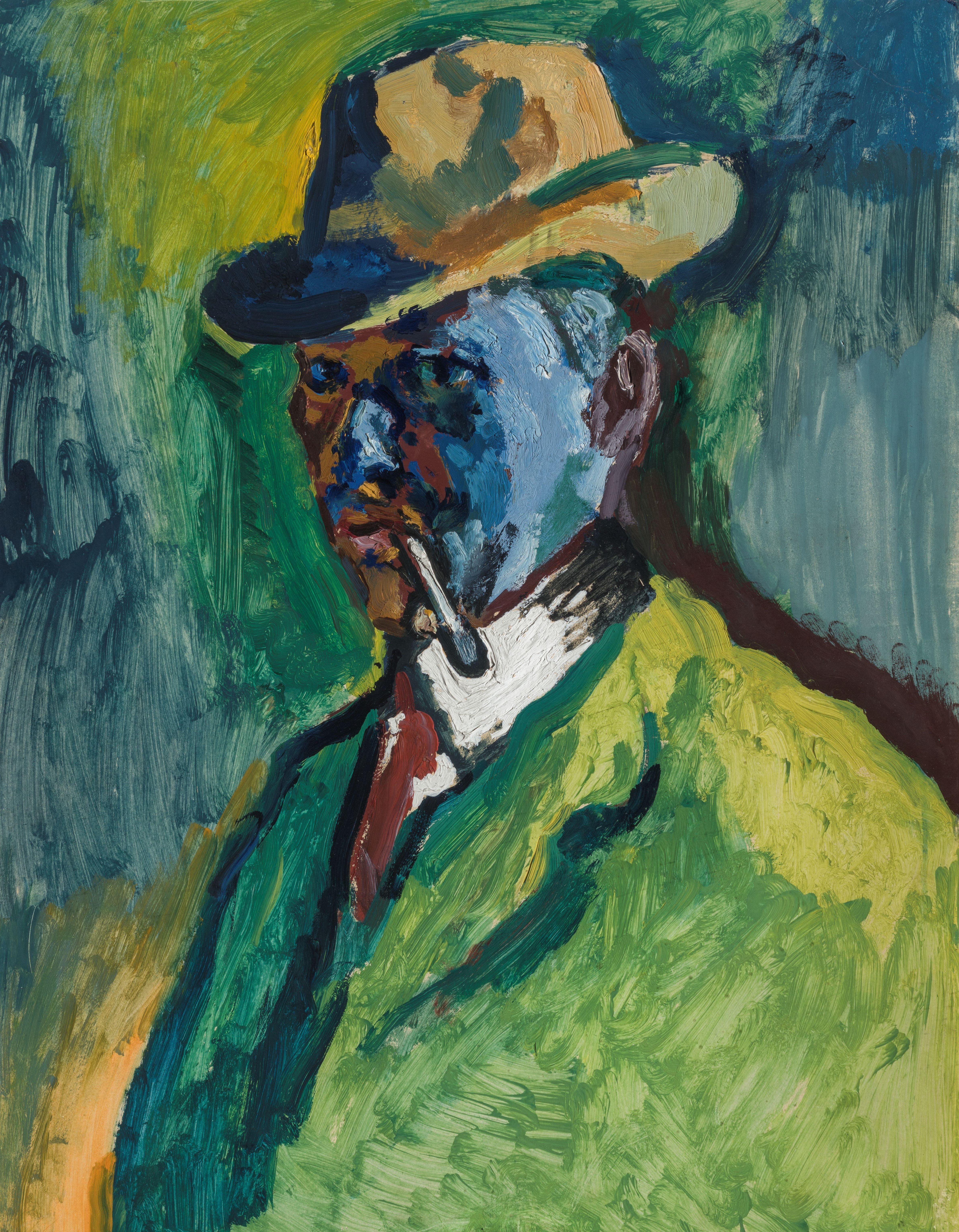
Selbstporträt mit Zigarette (1908), Nationalgalerie Prag (O 8042)

Emil Filla (* 4. April 1882 in Chropyně, Österreich-Ungarn; † 7. Oktober 1953 in Prag) war ein tschechischer Maler, Grafiker, Bildhauer. Er gehört zu den wichtigsten Vertretern des tschechischen Kubismus.

## Leben
Filla wurde 1882 als Sohn eines Eisenbahnbeamten im Bahnhof von Chropyně geboren. Im darauffolgenden Jahr zog die Familie nach Brno um.
Von 1903 studierte Filla an der Akademie der Bildenden Künste in Prag bei Franz Thiele und Vlaho Bukovac. Da gewann er 1904 den ersten Preis.
Fillas Malerkarriere begann um 1905. In diesem Jahr bewunderte er die Ausstellung von Edvard Munch und gründete mit weiteren jungen Künstlern die Künstlergruppe Osma (Die Acht). Unter dem Einfluss von Munch ging sein Kunststil langsam vom Impressionismus zum Expressionismus über. Aus dieser Zeit entstand das berühmte Werk Der Leser von Dostojewski (1907). 1909 trat Filla dem Kunstverein Mánes bei.
Zwischendurch reiste er durch Europa (Deutschland, Holland, Frankreich und Italien), um da Werke von den alten Meistern zu studieren. In Italien war er besonders von Werken von Giotto fasziniert.
Um 1910 machte sich Filla in Paris mit Werken von Braque, Gris und Picasso bekannt. Braque und Picasso lernte Filla durch den tschechischen Kunsthistoriker Vincenc Kramář persönlich kennen und der Kubismus wurde langsam für ihn zur Grundlage seiner weiteren Kunst.
Ab 1911 hielt sich Filla regelmäßig in Paris auf und besuchte u. a. Picasso, Braque und Paul Cézanne. In Venedig setzte sich Filla mit Tintoretto, El Greco und anderen Malern aus der Barockperiode auseinander. Am 27. März 1913 heiratete Filla Hana Krejčová, die Tochter des Philosophen und Psychologen František Krejčí. Später befreundete er sich mit dem tschechischen Bildhauer Otto Gutfreund.
1914 war Filla wegen des Ersten Weltkriegs ins Exil nach Holland geflohen. Während die französische Avantgarde sich langsam vom Kubismus entfernte, blieb ihm Filla treu. Er nahm von dem holländischen Stillleben Komposition und die Auswahl der Motive auf. Als Beispiel dafür ist das Stilleben mit Landkarte zu nennen. Bei Goldfisch am Fenster aus dem Jahr 1916 ist der Einfluss von der holländischen Künstlergruppe De Stijl leicht zu erkennen.
Als der Erste Weltkrieg 1918 endete, kam Filla nach Prag und wurde wieder als Künstler tätig. 1921 schuf er das kubistische Schlusswerk Frau mit Teppich. Im gleichen Jahr nahm er an der Ausstellung in der Walden Galerie in Berlin sowie an der Ausstellung der Freie Secession teil. Bei der Ausstellung der Freien Secession waren u. a. auch Picasso, Chagall, Braque, Oskar Kokoschka und Paul Klee vertreten.
1937 wurde in der Nazi-Aktion „Entartete Kunst“ nachweislich vier Bilder aus deutschen öffentlichen Sammlungen beschlagnahmt. Weitere verschollene Werke verzeichnet die LOST Art-Datenbank des Deutschen Zentrums Kulturgutverluste.
Am 29. August 1937 redete Filla in der antifaschistischen Versammlung und wurde am 1. September 1939 verhaftet und bis 1945 im KZ Dachau und KZ Buchenwald interniert. Nachdem er am 21. Mai 1945 von Buchenwald nach Prag zurückgekehrt war, wurde er zum Professor an der Prager Kunstgewerbeschule ernannt. 1947 malte Filla ein monumentales Werk Die Befreiung von Buchenwald. In den letzten Lebensjahren widmete er sich der Landschaftsmalerei.
Filla wurde auf dem Friedhof Střešovice begraben.

## Werke

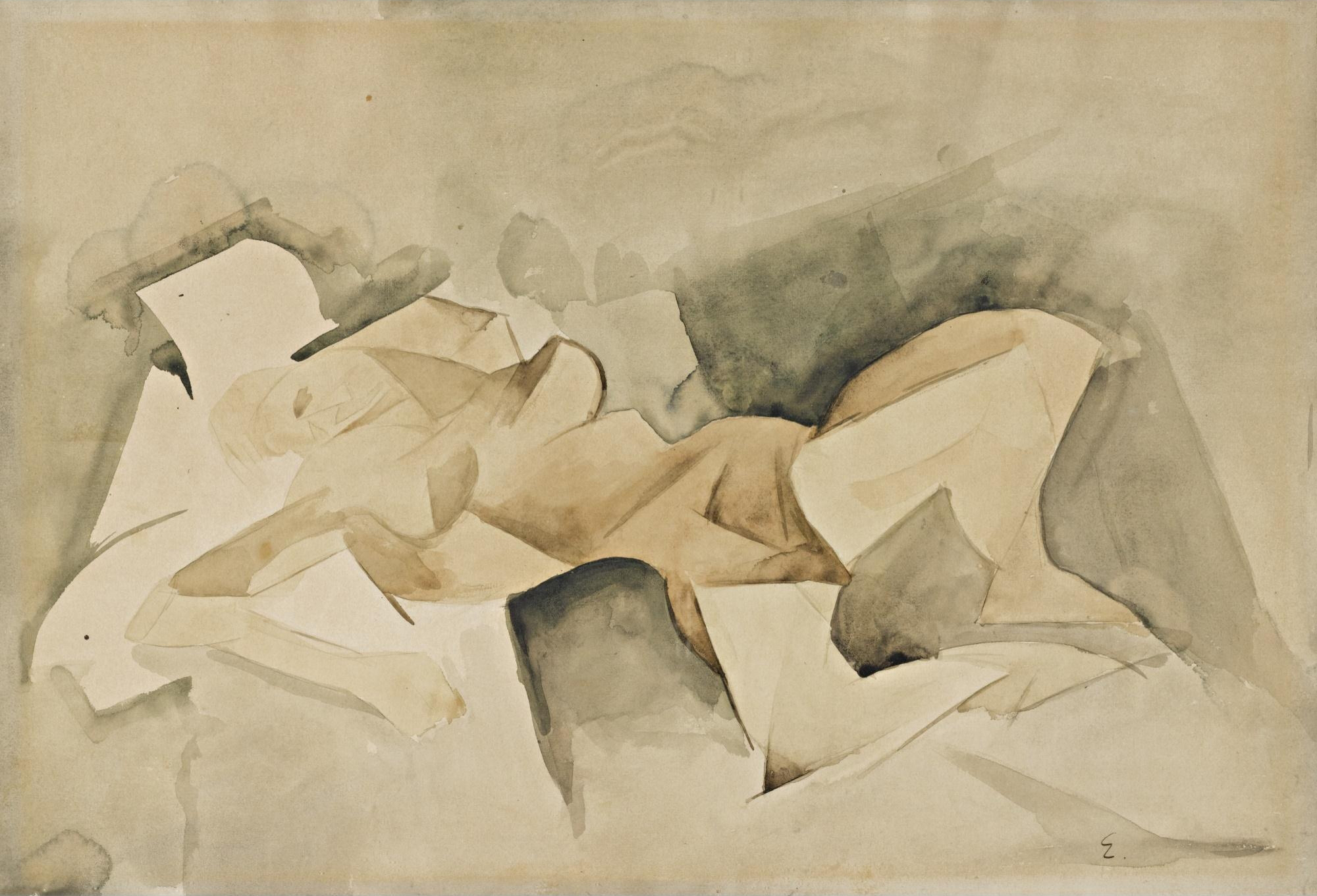
Akt von Emil Filla, ca. 1912

### 1937 als "entartet" aus öffentlichen Sammlungen beschlagnahmte Werke
- Stilleben (Tafelbild; Provinzial-Museum Hannover; zerstört)
- Der Tisch (Öl auf Leinwand, 45 × 77 cm, 1922; Städtische Kunsthalle Mannheim, zur „Verwertung“ auf dem Kunstmarkt an den Kunsthändler Ferdinand Möller. Verbleib ungeklärt)
- Stilleben (Zeichnung; Schlossmuseum Weimar; wohl wieder im Bestand der Klassik-Stiftung Weimar)

- Stilleben (Aquarell; Schlossmuseum Weimar; Verbleib ungeklärt)

### Weitere Werke (Auswahl)
- 1907: Kind am Wald, Nationalgalerie Prag
- 1907: Der Leser von Dostojewski, Nationalgalerie Prag
- 1910: Der barmherzige Samariter, Nationalgalerie Prag
- 1911: Salome I, Gallery of Modern Art in Hradec Králové
- 1913: Kubistischer Kopf (Skulptur), Nationalgalerie Prag
- 1916: Goldfisch am Fenster, Kodl Galerie, Prag
- 1921: Frau mit Teppich, Nationalgalerie Prag